# James Blunt
James Blunt, właściwie James Hillier Blount (ur. 22 lutego 1974 w Tidworth w hrabstwie Wiltshire) – brytyjski piosenkarz, grający muzykę z pogranicza rocka, soft rocka, folk rocka z elementami soulu. Były oficer armii brytyjskiej, w 1999 roku stacjonował w oddziałach Life Guards w Kosowie.

## Życiorys

### Wczesne lata
Blunt urodził się w szpitalu wojskowym w Tidworth, ale dorastał w Cley next the Sea jako pierwsze dziecko Jane A.F i Charlesa Blounta. James we wczesnym dzieciństwie mieszkał w Wielkiej Brytanii, Niemczech i na Cyprze, gdzie jego ojciec, pułkownik w Army Air Corps, pilot śmigłowców wojskowych, był wysyłany w różnych latach.

### Kariera
Zadebiutował albumem Back to Bedlam, który rozszedł się w Europie w nakładzie 5 mln sztuk. Pierwszy singel „You’re Beautiful” stał się hitem, zajmując pierwsze miejsca na listach przebojów Europy, USA i Australii.
Na początku 2006 roku piosenka „You’re Beautiful” osiągnęła pierwsze miejsce na amerykańskiej liście przebojów, kiedy w Stanach Zjednoczonych miała premierę jego debiutancka płyta. Wytwórnią płytową Blunta jest Atlantic Records.
Nagrał piosenkę „Primavera Anticipada” razem z Laurą Pausini. Pierwszy koncert Blunta w Polsce odbył się 19 lutego 2009 roku w Sali Kongresowej w Warszawie. 18 czerwca 2011 roku wystąpił na Life Festival Oświęcim. 7 marca 2020 odbył koncert w Gliwicach w ramach trasy Once Upon a Mind Tour.
Wspomaga charytatywnie wiele organizacji związanych z ochroną środowiska.

## Życie prywatne
W 2014  wziął ślub z Sofią Wellesley, mają dwóch synów.

## Dyskografia
Albumy studyjne:
- Back to Bedlam (2004)
- All the Lost Souls (2007)
- Some Kind of Trouble (2010)
- Moon Landing (2013)
- The Afterlove (2017)
- Once Upon A Mind (2019)

## Nagrody
- 2005 – MTV Europe Music Awards- Best New Act
- 2005 – Q Awards – Best New Act
- 2005 – Digital Music Awards – Best Pop Act
- 2006 – NRJ Music Awards (France) – Best International Newcomer
- 2006 – Brit Awards – Best pop act and Best Male
- 2006 – ECHO Awards (Germany) – Best International Newcomer
- 2006 – MTV Australia Video Music Awards – Song of the Year for „You’re Beautiful”
- 2006 – MTV Video Music Awards – Best Male Video „You’re Beautiful”
- 2006 – MTV Video Music Awards – Best Cinematography „You’re Beautiful”
- 2006 – World Music Awards – Best New Artist in the World and Biggest Selling British Artist in the World
- 2006 – Teen Choice Awards (United States) – Choice Music Male Artist
- 2007 – 5 nominacji do nagrody Grammy
- 2008 – ECHO Awards (Germany) – Best International Male Artist
- 2010 – Virgin Media Music Awards – The Hottest Male
- 2011 – Regenbogen Awards (Germany) – Best International Male Artist